# II. třída okresu Šumperk
 II. třída okresu Šumperk  (okresní přebor II. třídy) tvoří společně s ostatními skupinami II. třídy osmou nejvyšší fotbalovou soutěž v Česku. Hraje se každý rok od léta do jara se zimní přestávkou. Na konci ročníku nejlepší dva týmy postupují do I. B třídy Olomouckého kraje (do skupiny A, B či C) a dva nejhorší týmy sestoupí do III. třídy okresu Šumperk

## Vítězové
| Ročník    | Vítězný tým                  |
| --------- | ---------------------------- |
| 1991/1992 | TJ FK Ruda nad Moravou       |
| 1992/1993 | SK Loštice                   |
| 1993–2003 | ...                          |
| 2003/2004 | FK Hanušovice                |
| 2004/2005 | TJ Sokol Lesnice             |
| 2005/2006 | FK Bohdíkov                  |
| 2006/2007 | TJ Sokol Nový Malín          |
| 2007/2008 | SK Loštice „B“               |
| 2008/2009 | SK Loštice „B“               |
| 2009/2010 | Sokol Sudkov                 |
| 2010/2011 | SK Petrov-Sobotín            |
| 2011/2012 | TJ Jiskra Rapotín            |
| 2012/2013 | FC Dubicko                   |
| 2013/2014 | TJ Sokol Třeština            |
| 2014/2015 | TJ Libina                    |
| 2015/2016 | Celtic Libivá                |
| 2016/2017 | TJ Sokol Třeština            |
| 2017/2018 | TJ FK Ruda nad Moravou       |
| 2018/2019 | TJ Spartak Loučná nad Desnou |
| 2019/2020 |                              |